# Steppearend
De steppearend (Aquila nipalensis) is een grote roofvogel uit de familie van de havikachtigen (Accipitridae). Het is een trekvogel die 's winters in Afrika en Zuid-Azië verblijft.

## Kenmerken
De steppearend is groot, 62 tot 74 centimeter lang en met een spanwijdte van 165 tot 190 cm. De arend is geheel bruin met een lange afgeronde staart. Kenmerkend zijn de grijs gebandeerde slag- en staartpennen, de ovale neusgaten en de opvallende gele mondhoek die tot het oog reikt. Verder zijn de vleugels langer en breder dan bij de schreeuwarend en bastaardarend. De steppearend is kleiner dan de steenarend. Juveniele vogels kenmerken zich door een brede witte baan over de ondervleugels.

## Leefwijze
Steppearenden leven voornamelijk van grondeekhoorns, maar ze eten ook jonge vogels, sprinkhanen en hagedissen. In tijden van voedselschaarste eten ze ook aas.

## Voortplanting
Ze bouwen een nest van ongeveer 1 meter doorsnee op de grond, in een struik of in een boom. Het nest wordt gemaakt van takken en bekleed met mest, stukjes huid e.d. Er worden meestal 2 eieren gelegd in april of juni, deze zijn wit met vlekken. Het vrouwtje broedt, ze wordt intussen gevoerd door het mannetje, na 40-45 dagen komen de eieren uit. De jongen blijven zo'n 60 dagen in het nest en worden door beide ouders gevoerd.

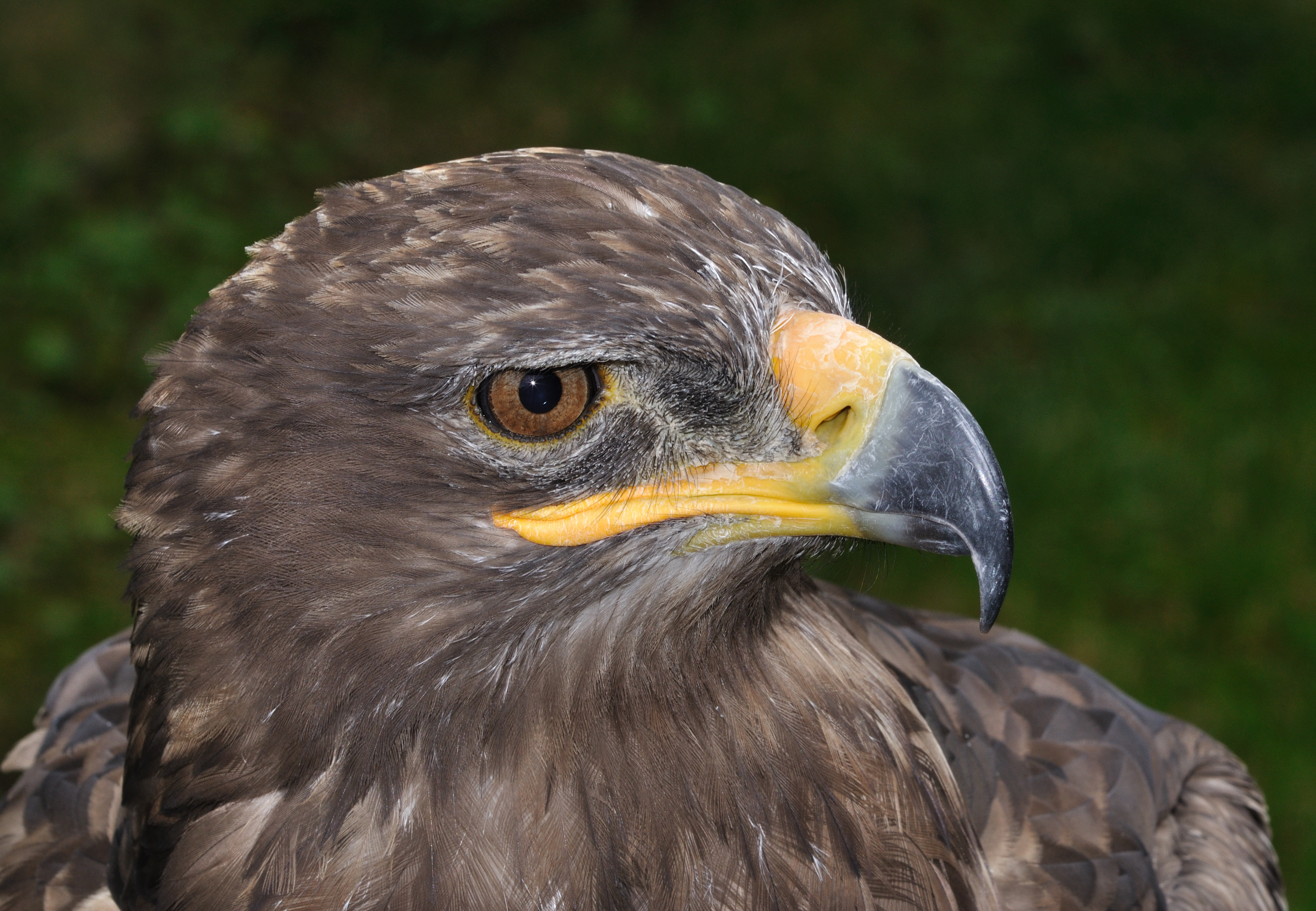
Kop van de ondersoort A. p. orientalis

## Verspreiding en leefgebied
Er zijn twee ondersoorten:
- A. n. orientalis (broedt in Oost-Europa tot Midden-Kazachstan en overwintert in Afrika)
- A. n. nipalensis (Broedt in Oost-Kazachstan tot Noord-China en overwintert in Zuid-Azië)

Steppearenden broeden op open steppen, halfwoestijnen en grote grasvlakten. Steppearenden die in de winter naar Afrika trekken worden in het Midden-Oosten op sommige plaatsen zoals in de Arava-vallei bij Eilat soms massaal waargenomen.
In Nederland is de steppearend een zeldzame dwaalgast met slechts zes goed geducumenteerde waarnemingen.

## Status
De totale populatie is in 2016 geschat op 50 - 75 duizend volwassen vogels. De steppearend heeft een groot verspreidingsgebied, maar sinds 2015 wordt duidelijk dat overal de aantallen drastisch dalen door habitatverlies. Het leefgebied wordt omgezet in gebied voor intensief agrarisch gebruik. Verder eisen electriciteitsmasten en windmolens relatief veel slachtoffers. Om deze redenen staat deze soort als bedreigd op de Rode Lijst van de IUCN. .